# Manchester Arena
Die Manchester Arena (durch Sponsorvertrag offiziell AO Arena) ist eine Mehrzweckhalle in der englischen Stadt Manchester, Vereinigtes Königreich. Die Arena, die bis 2004 Spielort professioneller Eishockey- und Basketballmannschaften war, dient heute hauptsächlich als Konzerthalle. Sie liegt im Norden des Stadtzentrums, nahe dem Bahnhof Victoria und befand sich im Besitz der Anschutz Entertainment Group, welche unter anderem auch das Staples Center in Los Angeles oder The O₂ Arena in London besitzt.

## Geschichte
Die Arena wurde am 15. Juli 1995 unter dem Namen NYNEX Arena, benannt nach einem britischen Kabel-TV-Anbieter, eröffnet. Von 1998 bis 2011 trug sie den Namen Manchester Evening News Arena, welcher aus einem Sponsoringvertrag mit der lokalen Tageszeitung Manchester Evening News hervorgeht. Von 2011 bis 2013 trug sie nur noch den Namen Manchester Arena. Von 2013 bis Anfang 2015 trug die Veranstaltungsarena den Sponsorennamen Phones 4u Arena nach der Mobilfunkgesellschaft phones 4u. Der Vertrag hat eine Laufzeit von fünf Jahren. Im Januar 2015 wurde der Vertrag aufgelöst und die Halle hieß ab dem 14. Januar des Jahres wieder Manchester Arena.
Ursprünglich wurde die Arena zur Unterstützung der schließlich gescheiterten Olympiabewerbungen der Stadt Manchester 1996 und 2000 gebaut. Im Jahr 1997 sorgte der Besuch der Partien Manchester Storm gegen Sheffield Steelers und Manchester Giants gegen London Leopards mit einer Besucherzahl von 17.425 bzw. 14.151 einen Rekord für die höchste Zuschauerzahl bei einem Eishockey- bzw. Basketballspiel im Vereinigten Königreich. Die Besucherzahl zwischen Manchester und Sheffield ist bis heute immer noch die höchste in einem Eishockey-Ligaspiel in England. Neben Storm und den Giants spielte in der Saison 2003/04 mit Manchester Phoenix aus der English Premier Ice Hockey League ein dritter professioneller Sportclub in der Arena, welcher jedoch aufgrund mangelnder Zuschauereinnahmen schon nach einem Jahr in ein kleineres Stadion umzog.
Die Manchester Arena war bislang (Stand: Oktober 2009) bereits fünf Mal die Arena mit der weltweit größten Gesamt-Besucherzahl bei Konzerten und anderen Events. Im Jahr 2007 wurden insgesamt 1.245.196 Tickets verkauft, womit man zum bislang letzten Mal als World’s Busiest Arena in der Kategorie Konzerte ausgezeichnet wurde, dicht gefolgt vom New Yorker Madison Square Garden und The O₂ Arena in London.
Im Oktober 2013 wurde die Arena für 82,1 Mio. £ an das in London ansässige Immobilien-Investmentunternehmen Mansford Real Estate verkauft. Im März 2018 erwarb die REIT Plc, eine Investment-Firma, die Arena mit Hotels, Kneipen und weiteren Veranstaltungsräume der Stadt für insgesamt 436 Mio. £ (rund 491 Mio. €) von der Mansford LLP.
Zwischen 2008 und 2019 und seit 2022 gastiert die Premier League Darts jeweils an einem Spieltag in der Arena; die COVID-19-Pandemie verhinderte die Austragung in den Jahren 2020 und 2021.
Am 2. September 2020 wurde der britische Online-Versandhändler AO World als Namenssponsor der Halle präsentiert. Der Vertrag läuft über fünf Jahre. Im Januar 2024 wurde die Modernisierung der Halle für 50 Mio. £ fertiggestellt. Es wurde ein Großteil in den Komfort der Halle investiert. Es wurde auch bekannt, dass der Sponsorenvertrag mit AO World mindestens bis 2030 verlängert wurde. Die Halle bietet nach der Modernisierung maximal 23.000 Plätze (mit Stehplätzen).

## Terroranschlag am 22. Mai 2017
Kurz nach dem Ende eines Konzerts der US-amerikanischen Sängerin Ariana Grande am 22. Mai 2017 kam es zu einer Explosion im Foyer der Arena. Ausgelöst wurde die durch einen Selbstmordattentäter, der eine Sprengstoffweste zur Detonation brachte. Die Polizei stufte dies als Terrorakt ein und teilte mit, dass es 23 Todesopfer und mindestens 59  Verletzte gab. Grande selbst blieb unverletzt. Aufgrund des Anschlags wurden zunächst drei Konzerte von Take That, die für den 25., 26. und 27. Mai 2017 in der Arena geplant waren, auf unbestimmte Zeit verschoben.

## Konzerte
Zu den zahlreichen Künstlern und Bands, die in der Arena auftraten, gehören u. a. a-ha, Andrea Bocelli, die Counting Crows, Jack Johnson, McFly, Westlife, Take That, The Killers, The Corrs, Iron Maiden, Morrissey, Madonna, Manic Street Preachers, Spice Girls, Girls Aloud, Britney Spears, Ciara, Nelly Furtado, Lionel Richie, Rihanna, Janet Jackson, Gwen Stefani, Kylie Minogue, Pink, Green Day, Red Hot Chili Peppers, Smashing Pumpkins, The Pussycat Dolls, Tina Turner, Cascada, Jennifer Lopez, Elton John, The Eagles, Christina Aguilera, Céline Dion, The Pet Shop Boys, U2, Stevie Wonder, Cher, Enrique Iglesias, My Chemical Romance, Justin Timberlake, Boyzone, Muse, Mariah Carey, Queen, Barbra Streisand, Coldplay, Beyoncé, The Rolling Stones, Pearl Jam, Metallica, Kelly Clarkson, The 1975, Nickelback, Eric Clapton, Rammstein, Lady Gaga, Deep Purple, Marilyn Manson, Katy Perry, Ariana Grande, Billie Eilish und Rob Zombie.

## Galerie

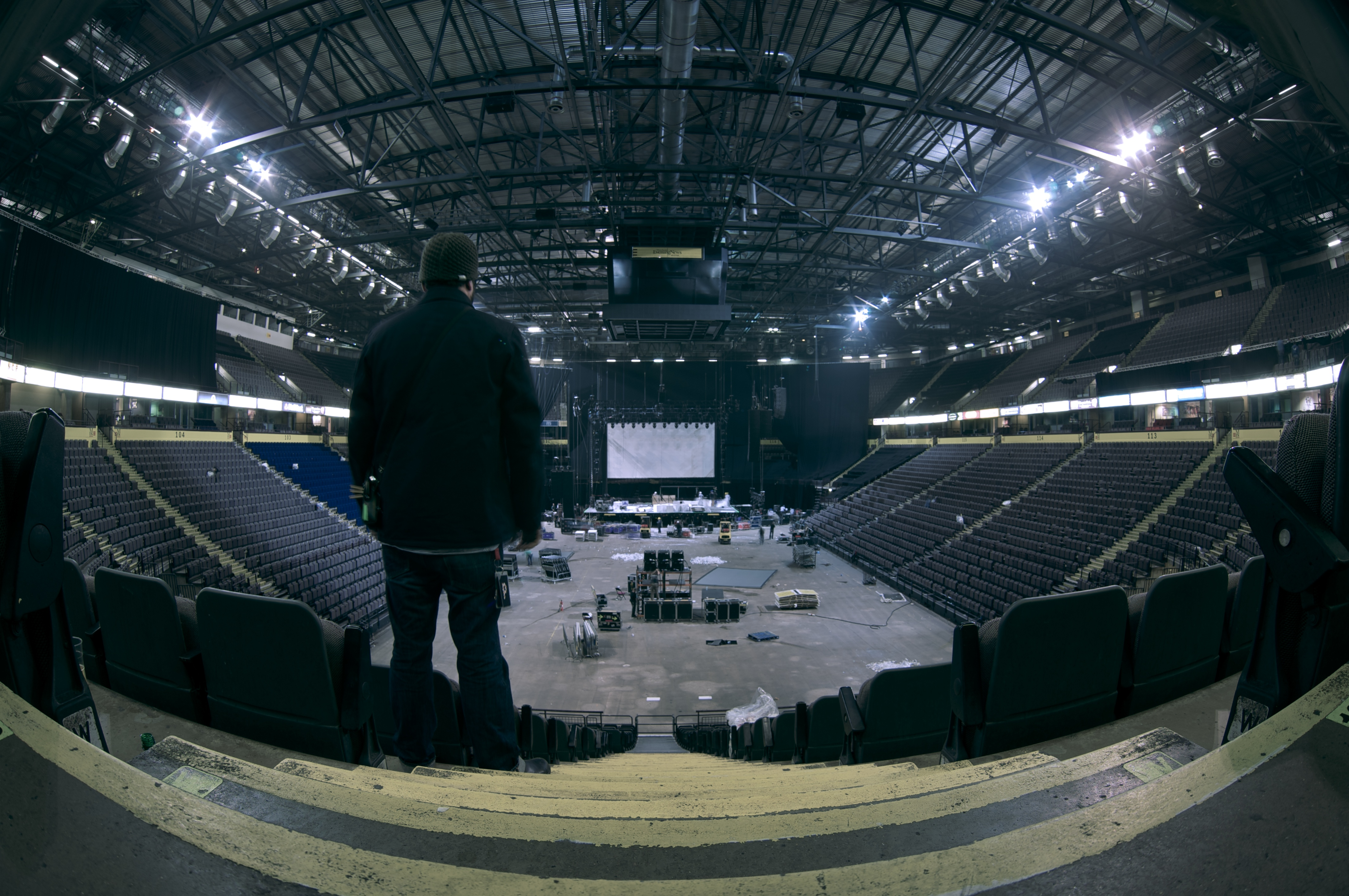
Innenraum der Arena mit Blick auf die Hauptbühne
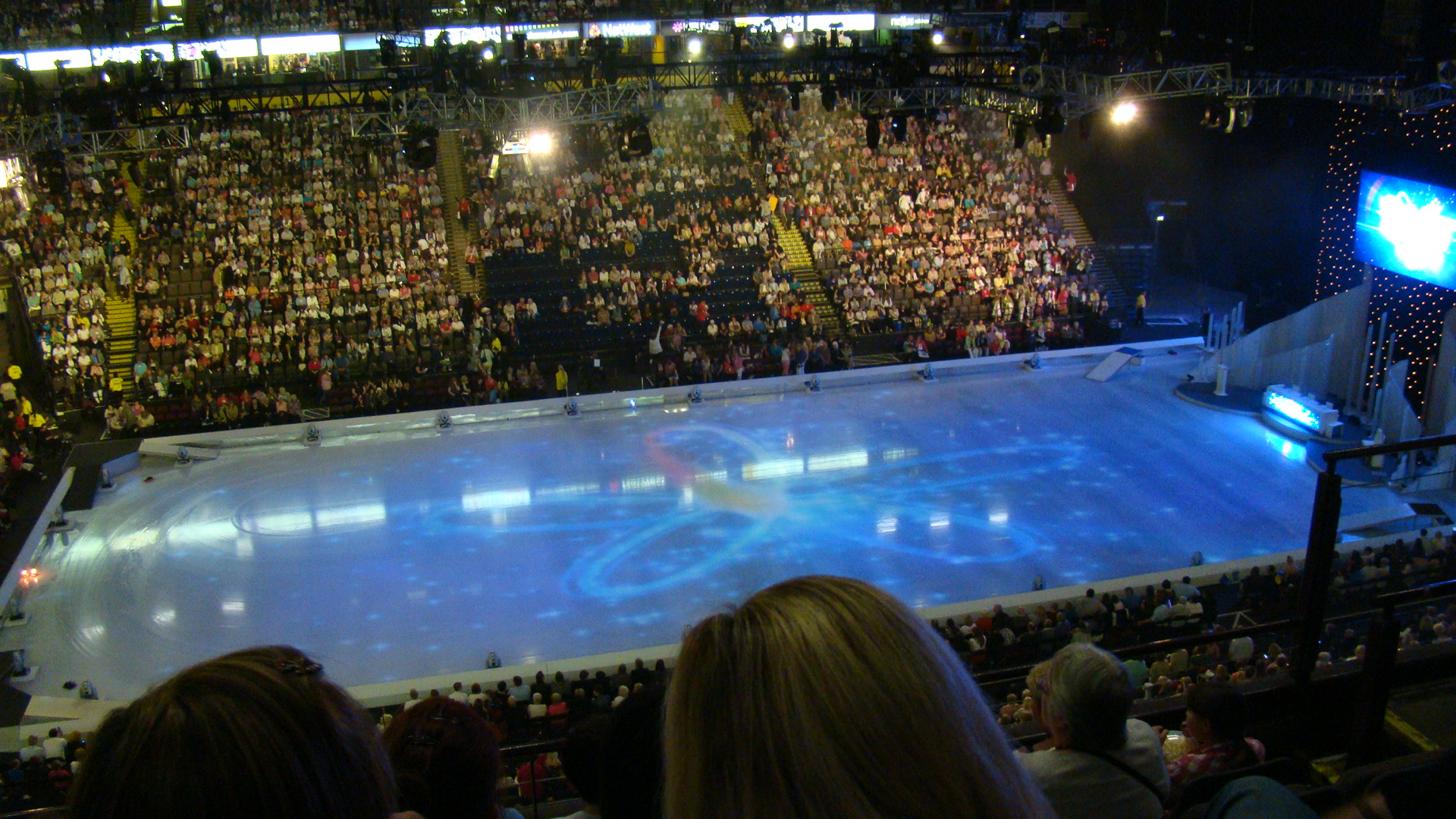
Die Arena mit Eisfläche
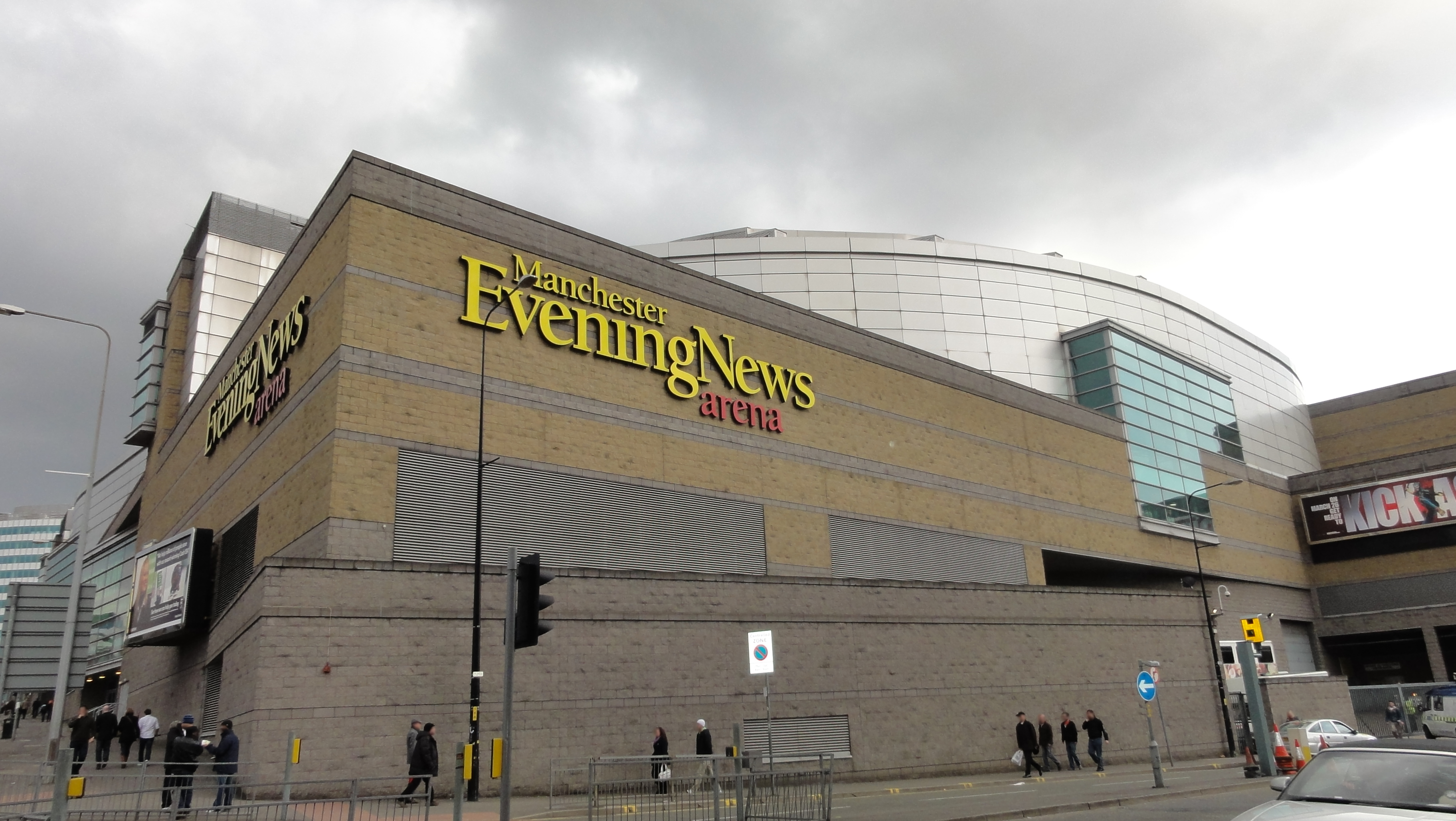
Die Manchester Arena 2010 mit damaligem Sponsorennamen